# 今橋町
今橋町（いまはしちょう）は、愛知県豊橋市にある地名。丁目は設定されていない。

## 地理
豊橋市の中央部に位置し、東は飽海町、東と南は八町通、西は関屋町、北は牛川通に接している。

### 河川
- 豊川
- 朝倉川

## 歴史

### 町名の由来
豊川に架けられた橋の名前に由来するとされる。

### 沿革
- 1963年（昭和38年）1月1日 - 東八町の一部より、今橋町が成立[2][3]。

## 世帯数と人口
2019年（平成31年）4月1日現在の世帯数と人口は以下の通りである。
| 町丁   | 世帯数 | 人口 |
| ------ | ------ | ---- |
| 今橋町 | 65世帯 | 81人 |

## 学区
市立小・中学校に通う場合、学区は以下の通りとなる。また、愛知県立高等学校全日制普通科に通う場合の学区は以下の通りとなる。
| 番・番地等 | 小学校             | 中学校             | 高等学校 |
| ---------- | ------------------ | ------------------ | -------- |
| 全域       | 豊橋市立八町小学校 | 豊橋市立豊城中学校 | 三河学区 |

## 交通
- 国道1号

## 施設
- 豊橋市役所
- 豊橋公園
  - 吉田城跡
  - 豊橋市美術博物館
  - 豊橋球場
  - 豊橋市武道館
- NHK豊橋支局
- 豊橋市立豊城中学校
- 豊橋刑務支所
- 東三河建設事務所

- 豊橋市美術博物館
- 豊橋球場
- NHK豊橋支局
- 豊城中学校
- 豊橋刑務支所
- 東三河建設事務所

## その他

### 日本郵便
- 郵便番号 : 440-0801[WEB 3]（集配局：豊橋郵便局[WEB 7]）。